# 異鰓類
異鰓類（いさいるい、Heterobranchia）は、軟体動物門腹足綱正腹足亜綱に属するグループである。分類階級は異鰓下綱であるが、他方では異鰓亜綱や異鰓上目、異鰓目とすることもある。
腹足類は巻貝の仲間であるが、異鰓類にはウミウシ、アメフラシ、クリオネ、ナメクジなど貝殻を失ったものや、失わないまでも極度に退化し小片状になったり体内に埋没したものが多くいる。

## 特徴
心臓は異鰓類と異鰓類に近縁な新生腹足類のみが1心房で、他の腹足類は2心房である。
大部分は、内臓神経の交差がない直神経型 (euthyneuy) である。ただし、後鰓類の一部に例外があり、他の腹足類と同じ捩神経型 (streptoneury) をとるものもいる。
陸棲のもの（有肺類）は原則として、他の陸棲貝類のような蓋がなく、粘液の膜で貝殻の口を閉じる。ただし、基眼類の一部は蓋を持つ。

## 分類
腹足類は古典的には
- 前鰓類 (Prosobranchia) - 鰓が心臓の前方にある
- 後鰓類 (Opistoranchia) - 鰓が心臓の後方にある
- 有肺類 (Pulmonata) - 肺を持ち鰓がない

に3分されてきたが、このうち前鰓類が側系統であることは古くから示唆されてきた。そこで、後鰓類・有肺類と、前鰓類のうちこれらに近縁な異旋類とからなる、異鰓類が提案された。
後鰓類・有肺類・異旋類は、以前は異鰓上目内の目とすることもあったが、後鰓類・有肺類はおそらく単系統でないので分類体系では正式には使わず、かつてこれらに含まれていた目を異鰓上目の直下に属させることが多い。

## 系統
基部系統群は、原始的異鰓類（Lower Heterobranchia）という側系統群に便宜上まとめられる。Brenzinger et al.（2021）によると、原始的異鰓類以外のグループは四触角類（Tetratentaculata）という単系統群を形成する。
四触角類は中神経類（Mesoneura）と直神経類（Euthyneura）の2系統からなる。中神経類はロドペ科（Rhodopoidea）やガクバンゴウナ科（Murchisonellidae）などで構成されるグループである
直神経類はいわゆる有肺類や後鰓類を含み、オオシイノミガイ類（ActeonaceaまたはActeonimorpha）、マメウラシマ側類（Ringipleura）、真後鰓類（Euopisthobranchia）、汎有肺類（Panpulmonata）の4つのクレードに分けられる。

## 目
目レベル（異鰓類が上目の場合）までの分類を挙げる。
Bouchet & Rocroi 2005 より一部変更。ただし Bouchet & Rocroi は異旋類と Architectibranchia を認めず、所属目不明の原始的な異鰓類としているが、ここではその措置は採用しなかった。
系統上の情報は Grande et al. 2004によるミトコンドリアDNAの解析、Klussmann-Kolb et al. 2008による核遺伝子の解析などより。
後鰓類・有肺類・異旋類に分けたが、後鰓類・有肺類は（あるいはひょっとすると異旋類も）単系統でなく、便宜上の分類に過ぎないことに注意。

### 後鰓類Opistoranchia
ウミウシ、アメフラシなど。
- Architectibranchia（オオシイノミガイ上科 Acteonoidea） - Bouchet & Rocroi は分類群として認めず後鰓類にも含めないが、分子系統ではヌディプレウラに近縁である[8][9]。
- 頭楯類 Cephalaspidea
- 有殻翼足類 Thecosomata
- 裸殻翼足類 Gymnosomata
- 無楯類 Anaspidea (Aplysiomorpha)
- スナウミウシ類 Acochlidiacea - 他の後鰓類より系統的に離れている[9]
- 嚢舌類 Sacoglossa
- ニセイワヅタブドウガイ類 Cylindrobullida
- 傘殻類 Umbraculida（ジンガサヒトエガイ上科 Tylodinoidea)
- ヌディプレウラ Nudipleura
  - 側鰓類 Pleurobranchomorpha（カメノコフシエラガイ科 Pleurobranchidae）
  - 裸鰓類 Nudibranchia - ミトコンドリアでは非単系統という結果が出た[8]が、近年の核遺伝子の解析では単系統である[9]。

### 有肺類Pulmonata
カタツムリ、ナメクジなど。肺を持ち陸棲。
- 基眼類 Basommatophora - 非単系統[9]。
- 真正有肺類 Eupulmonata - ミトコンドリアでは非単系統だった[8]が、近年の核遺伝子の解析では単系統である[9]。
  - 狭義の真正有肺類 Eupulmonata - 柄眼類・収眼類以外を1目とする分類があるが、非単系統である[9]。Bouchet & Rocroi は分類群として認めず、3つの上科を所属目不明としている。
  - 柄眼類 Stylommatophora
  - 収眼類 Systellommatophora

### 異旋類Heterostropha
貝殻が成長過程で幼生殻から後成殻になるときに左巻から右巻に反転する異旋現象が起こる。
- 異旋類 Heterostropha (Triganglionata) - Bouchet & Rocroi は分類群として認めず、5つの上科を所属目不明としている。遺伝子解析は十分に進んでいない。